# 无懈可击
《无懈可击》（英語：Arlington Road）是一部1999年的剧情片，由馬克·培林頓执导，杰夫·布里吉斯、蒂姆·罗宾斯、琼·库萨克和霍普·戴维斯主演。電影讲述乔治华盛顿大学一位丧偶的教授怀疑他的新邻居参与恐怖主义活动，并执着于阻止其恐怖主义阴谋的故事。这部电影的灵感很大程度上来源于20世纪90年代人们对右翼民兵运动、红宝石山脊事件、韦科惨案和俄克拉荷马城爆炸案日益增长的担忧。 